# Радио Нес Кастра
Радио Нес Кастра је комерцијална радио-станица из Бањалуке, Република Српска, Босна и Херцеговина у саставу компаније Дневне независне новине. Сједиште радио станице налази се у Улици Браће Пиштаљића бр 1., бањалучко насеље Лазарево. Почео је са радом у септембру 2007. године, као алтер его Нес радија. Циљ оснивања радија је да се подржи алтернативна и културна сцена, те освјежи и обогати радио етар у Бањој Луци и региону.

## Концепција радио програма
Осим нових и најслушанијих домаћих и свјетских музичких издања свих водећих жанрова, програм доноси и: демо снимке младих извођача, ексклузиве и премијере, занимљиве госте, сарадње, пројекте и интересантне информације. Радио подржава младе урбане извођаче и многобројне културне и спортске догађаје у Граду али и шире.

## Фреквенција
На фреквенцији 96.7 ФМ, радио Нес Кастра емитује свакодневно програм. Програм се емитује под мотом - Најбоља градска прича.

## Емисије из свакодневног програма
- Албум недјеље сваки дан од 12.30 и 16:00 часова, премијерно представљање два нова сингла са албума који су актуелни и изабрани за ту седмицу.
- Шта има сваки дан од 10:30, 12:30 и 18:30 часова, водич о дешавањима у граду Бањој Луци.
- Music info, сваки дан у 11:30, о актуелним музичким дешавањима код нас и у свијету.
- Breaktrough, сваки дан од 10:00, 15:00 и 19:30 часова, представљање најновијих синглова.
- Show bizz cafe, сваког дана од 17:00, информације о познатим и славним.
- Пројектор, сваки дан од 14:30, новости из свијета филма, репертоар биоскопа.
- 90+, свакога дана од 11:00, 14:00, 18:00 часова. Кратак преглед спортских дешавања.[2]

## Седмичне радио емисије
- Sticker свакога понедјељка од 20:00 часова. Препоруке о најзначајнијим културним дешавањима.
- Dance time сваке сриједе од 20:00 часова, промоција електронске музике.
- Selector , сваког четвртка од 20:00 часова. "British Counsil" доноси "show Selector". Води и уређује британски "DJ Goldierocks"
- Tech info, сваког петка од 20:00 часова, емисија о савременим технологијама.
- 25 на 97,6, сваке суботе од 20:00 часова, топ листа 25 свјетских хитова.
- Мариових 20, сваке недјеље у 20:00 часова, топ листа домаће музике.[2]